# Maude Charron
Maude Charron est une haltérophile québécoise née le 28 avril 1993 à Rimouski. Elle remporte la médaille d'or en haltérophilie dans la catégorie des 64 kg femmes aux Jeux olympiques d'été de 2020 à Tokyo. Après ces Jeux olympiques, elle devient la deuxième Canadienne à avoir remporté une médaille d'or olympique en haltérophilie. Aux Jeux olympiques de Paris de 2024, elle a remporté une médaille d'argent dans la catégorie des 59 kg.

## Biographie
Née le 28 avril 1993 à Rimouski (Québec), Maude Garon Charron est la fille de Claire Garon et de Jean Charron,. Dès l'âge de quatre ans, elle commence à pratiquer la gymnastique et c'est à l'âge de sept ans qu'elle manifeste de l'intérêt pour l'haltérophilie pour la première fois. Maude commence la compétition en haltérophilie en 2015 et remporte sa première médaille d'or aux Championnats canadiens sénior d'haltérophilie en 2016, à Richmond en Colombie-Britannique.
Elle est nommée porte-drapeau de la délégation du Canada aux Jeux olympiques d'été de 2024 à Paris aux côtés de l'athlète Andre De Grasse.
Après avoir gagné sa médaille d'argent aux Jeux olympiques de Paris de 2024, elle a mentionné que son expérience a été vraiment différente qu'à Tokyo et qu'elle était très contente de voir sa famille présente.

## Palmarès

### Jeux olympiques
- Haltérophilie aux Jeux olympiques d'été de 2020 à Tokyo
  -  Médaille d'or des 64 kg femmes.
- Haltérophilie aux Jeux olympiques d'été de 2024 à Paris
  -  Médaille d'argent des 59 kg femmes.

### Championnats du monde d'haltérophilie
- Championnats du monde d'haltérophilie 2017 à Anaheim
  -  Médaille d'argent en moins de 63 kg à l'arraché.
- Championnats du monde d'haltérophilie 2022 à Bogota
  -  Médaille de bronze en moins de 59 kg à l'arraché.

- Championnats du monde d'haltérophilie 2024 à Phuket
  -  Médaille de bronze en moins de 59 kg avec son total de 236kg[6]

### Championnats du monde universitaires
- Médaille d'or, Championnat du monde universitaire 2013

### Championnats internationaux
- Médaille de bronze, Championnats panaméricains d'haltérophilie en 2017, à Miami aux États-Unis[1].
- Médaille d'or, Jeux du Commonwealth en 2018 à Gold Coast, en Australie[1].
- Médaille d'or, Jeux du Commonwealth en 2022 à Birmingham, en Angleterre.
- Médaille d'or, Championnats panaméricains d'haltérophilie en 2023 à Bariloche, en Argentine[7].